# Лінійна модель

## Лінійна модель
```
Лінійна модель
```

У статистиці лінійна модель — будь-яка модель, яка передбачає лінійність системи. Найчастіше цей термін використовують для регресійних моделей і його часто сприймають як синонім лінійної регресійної моделі. Однак цей термін також використовується в аналізі часових рядів з іншим значенням. У кожному випадку позначення «лінійний» використовують для ідентифікації підкласу моделей, для яких можливе суттєве зменшення складності відповідної статистичної теорії.

### Означення
Основна стаття: Лінійна регресія
Для випадку регресії, Статистична модель виглядає наступним чином. Нехай задано (випадкову) вибірку {\displaystyle (Y_{i},X_{i1},\dots ,X_{ip}),i=1,\dots ,n}, зв'язок між спостереженнями {\displaystyle Y_{i}} та незалежними змінними {\displaystyle X_{ij}}, який задано як
{\displaystyle Y_{i}=\beta _{0}+\beta _{1}\phi _{1}(X_{i1})+\dots +\beta _{p}\phi _{p}(X_{ip})+\varepsilon _{i},i=1,\dots ,n,}
де {\displaystyle \phi _{1},\dots ,\phi _{p}} можуть бути нелінійними функціями. Тут {\displaystyle \varepsilon _{i}} — випадкові величини, що визначають помилки у взаємозв'язку. Лінійна частина позначення пов'язана з появою коефіцієнтів регресії {\displaystyle \beta _{j}} у вищенаведеному співвідношенні лінійним чином. Навпаки, можна сказати, що прогнозовані значення, які відповідають наведеній вище моделі, а саме
{\displaystyle Y_{i}=\beta _{0}+\beta _{1}\phi _{1}(X_{i1})+\dots +\beta _{p}\phi _{p}(X_{ip}),i=1,\dots ,n,}
є лінійними функціями від {\displaystyle \beta _{j}}.
Використовуючи Метод найменших квадратів, оцінки невідомих параметрів {\displaystyle \beta _{j}} визначаються шляхом мінімізації функції суми квадратів
{\displaystyle S=\sum _{i=1}^{n}(Y_{i}-\beta _{0}-\beta _{1}\phi _{1}(X_{i1})-\dots -\beta _{p}\phi _{p}(X_{ip}))^{2}.}
Звідси легко побачити, що "лінійний" аспект моделі означає наступне:
- Функція, яку потрібно мінімізувати, є квадратичною функцією від {\displaystyle \beta _{j}}, для якої мінімізація є відносно простою задачею;
- Похідні функції є лінійними функціями від {\displaystyle \beta _{j}}, що дозволяє легко знайти мінімальні значення;
- Мінімальні значення {\displaystyle \beta _{j}} є лінійними функціями спостережень {\displaystyle Y_{i}};
- Мінімізуючі значення {\displaystyle \beta _{j}} є лінійними функціями випадкових похибок {\displaystyle \varepsilon _{i}}, що дозволяє відносно легко визначити статистичні властивості оцінок {\displaystyle \beta _{j}}.

### Моделі часових рядів
Модель авторегресії з ковзним середнім є прикладом лінійної моделі часових рядів. У цій моделі значення часового ряду {\displaystyle X_{t}} моделюються у вигляді
{\displaystyle X_{t}=c+\varepsilon _{t}+\sum _{i=1}^{p}\phi _{i}X_{t-i}+\sum _{i=1}^{q}\theta _{i}\varepsilon _{t-i},} де {\displaystyle X_{t}} — лінійні функції попередніх значень цього ж ряду та поточних та минулих значень інновацій, які є випадковими змінними {\displaystyle \varepsilon _{i}}, представляючи нові випадкові ефекти, що з'являються в певний час, але також впливають на значення {\displaystyle X_{t}} в пізніші моменти часу.
Використання терміна "лінійна модель" в цьому контексті означає структуру залежності у представленні {\displaystyle X_{t}} як лінійної функції минулих значень того ж часового ряду та поточних і минулих значень інновацій. Це особливий аспект, що дозволяє відносно просто вивести взаємозв'язки для середнього значення та коваріаційних властивостей часового ряду.

### Інші застосування в статистиці
Інколи використовують термін "нелінійна модель" для контрасту з моделями, що мають лінійну структуру, хоча зазвичай термін "лінійна модель" не застосовується безпосередньо. Одним з прикладів такого використання є  нелінійне зниження розмірності.